# 归朝镇
归朝镇，是中华人民共和国云南省文山壮族苗族自治州富宁县下辖的一个乡镇级行政单位。

## 行政区划
归朝镇下辖以下地区：
归朝村、孟村、那腊村、百油村、里马村、里呼村、那旦村、架街村、百社村、登冒村、龙山村、龙跃村、龙绍村、龙门村和旧寨村。